# Tyrawa Wołoska
Tyrawa Wołoska è un comune rurale polacco del distretto di Sanok, nel voivodato della Precarpazia.
Ricopre una superficie di 68,6 km² e nel 2004 contava 1 958 abitanti.